# Eilema griseolum
Eilema griseolum là một loài bướm đêm thuộc phân họ Arctiinae, họ Erebidae.